# Снежный (вулкан)
Сне́жный — вулкан на севере Камчатского полуострова.
Является стратовулканом, сложенным средне- и верхнеплейстоценовыми базальтами. Вершина вулкана покрыта относительно свежими лавовыми потоками. Абсолютная высота — 2211 м, относительная — 1400 м. Форма вулканической постройки — пологий щит. На вершине находится кратер диаметром 700 метров. Вулкан расположен между верховьями рек Воямполка (Жиловая) и Правая Хайлюля. Вулкан Лелякина располагается у юго-западного подножия вулкана Снежного.